# Rajnhold Mak
Reinhold Mack (poznatiji kao Mack) je nemački producent ploča i inženjer zvuka. Najpoznatiji je po saradnji sa rok bendom Kvin i Electric Light Orchestra.

## Odabrana diskografija
Albumi koje je producirao ili koproducirao Mack:
- Kvin: The Game (1980)
- Kvin: Flash Gordon (1980)
- Sparks: Whomp That Sucker (1981)
- Bili Skvajer: Don't Say No (1981)
- Sparks: Angst in My Pants (1982)
- Kvin: Hot Space (1982)
- Bili Skvajer: Emotions in Motion (1982)
- Kvin: The Works (1984)
- Rodžer Tejlor: Strange Frontier (1984)
- Fredi Merkjuri: Mr. Bad Guy (1985)
- Kvin: A Kind of Magic (1986)
- Heavy Pettin: Lettin Loose (1987; produced by Brian May and Mack)
- Extreme: Extreme (1989)
- Black Sabbath: Dehumanizer (1992)
- SBB: New Century (2005)
- Liquid Meat – Beat the Meatles (2006)

Albumi na kojima je radio kao inženjer zvuka:
- Electric Light Orchestra: Face the Music (1975)
- Electric Light Orchestra: A New World Record (1976)
- Electric Light Orchestra: Out of the Blue (1977)
- Electric Light Orchestra: Discovery (1979)
- Electric Light Orchestra: Xanadu (1980)
- Electric Light Orchestra: Time (1981)
- Electric Light Orchestra: Balance of Power (1986)
- Sweet: Give Us a Wink (1976; sound engineer)
- Brajan Mej & Friends: Star Fleet Project (1983, Mini Album; mixed by Mack)
- Kvin: Live Magic (1986; recorded by Mack and David Richards)
- Kvin: Live at Wembley '86 (1992; recorded by Mack)
- Kvin: Kvin on Fire - Live at the Bowl (2004; recorded by Mack)
- Kvin: Kvin Rock Montreal (2007; recorded by Mack)